# Plavání na otevřené vodě na mistrovství světa v plaveckých sportech 2013
Závody v plavání na otevřené vodě na mistrovství světa v plaveckých sportech za rok 2013 proběhly v Barceloně, Španělsko 20. až 27. července 2013.

## Česká stopa
Česko reprezentovalo 5 závodníků.
V závodě na 5 km žen startovalo 45 závodnic – Barbora Picková (*1992) z KPSP Kometa Brno obsadila 29. místo. V plaveckém maratonu na 10 km žen startovalo 51 závodnic – Silvie Rybářová (*1985) z KPSP Kometa Brno obsadila 28. místo a Barbora Picková (*1992) z KPSP Kometa Brno 37. místo. V závodě na 25 km žen startovalo 22 závodnic – Silvie Rybářová (*1985) z KPSP Kometa Brno obsadila 14. místo a Barbora Picková (*1992) z KPSP Kometa Brno závod vzdala.
V závodě na 5 km mužů startovalo 54 závodníků – Jan Pošmourný (*1988) z KPSP Kometa Brno obsadil 21. místo a Ján Kútnik (*1992) z KPSP Kometa Brno obsadil dělené 32. místo. V plaveckém maratonu na 10 km mužů startovalo 65 závodníků – Jan Pošmourný (*1988) z KPSP Kometa Brno obsadil 22. místo a Ján Kútnik (*1992) z KPSP Kometa Brno 47. místo. V závodě na 25 km mužů startovalo 35 závodníků – Jan Pošmourný (*1988) z KPSP Kometa Brno obsadil 10. místo a Libor Smolka (*1985) z TJ Krnov 22. místo.

## Výsledky

### Individuální disciplíny
| Muži                      | Zlato                     | Zlato     | Stříbro                    | Stříbro   | Bronz                      | Bronz     |
| ------------------------- | ------------------------- | --------- | -------------------------- | --------- | -------------------------- | --------- |
| 5 km                      | Usáma Mellúlí (TUN)       | 53:30,4   | Eric Hedlin (CAN)          | 53:31,6   | Thomas Lurz (GER)          | 53:32,2   |
| plavecký maraton na 10 km | Spyridon Janniotis (GRE)  | 1:49:11,8 | Thomas Lurz (GER)          | 1:49:14,5 | Usáma Mellúlí (TUN)        | 1:49:19,2 |
| 25 km                     | Thomas Lurz (GER)         | 4:47:27,0 | Brian Ryckeman (BEL)       | 4:47:27,4 | Jevgenij Dratcev (RUS)     | 4:47:28,1 |
| Ženy                      | Zlato                     | Zlato     | Stříbro                    | Stříbro   | Bronz                      | Bronz     |
| 5 km                      | Haley Andersonová (USA)   | 56:34,2   | Poliana Okimotová (BRA)    | 56:34,4   | Ana Marcela Cunhaová (BRA) | 56:44,4   |
| plavecký maraton na 10 km | Poliana Okimotová (BRA)   | 1:58:19,2 | Ana Marcela Cunhaová (BRA) | 1:58:19,5 | Angela Maurerová (GER)     | 1:58:20,2 |
| 25 km                     | Martina Grimaldiová (ITA) | 5:07:19,7 | Angela Maurerová (GER)     | 5:07:19,8 | Eva Fabianová (USA)        | 5:07:20,4 |

### Týmová soutěž
| Mix              | Zlato                                                              | Zlato   | Stříbro                                                                  | Stříbro | Bronz                                                              | Bronz   |
| ---------------- | ------------------------------------------------------------------ | ------- | ------------------------------------------------------------------------ | ------- | ------------------------------------------------------------------ | ------- |
| 5 km smíšený tým | Německo (GER) (Isabelle Härleová, Christian Reichert, Thomas Lurz) | 52:54,9 | Řecko (GRE) (Kalliopi Arauzosová, Spyridon Janniotis, Antonios Fokaidis) | 54:03,3 | Brazílie (BRA) (Poliana Okimotová, Allan do Carmo, Samuel de Bona) | 54:03,5 |

## Medailová bilance
V plavání na otevřené vodě se rozdělily celkem 7 sad medailí.
| Pořadí | Stát           |       | Muži    | Muži  | Muži  |         | Ženy  | Ženy  | Ženy    |       | Mix   | Mix     | Mix   |  | Muži + Ženy + Mix | Muži + Ženy + Mix | Muži + Ženy + Mix | Celkem |
| Pořadí | Stát           | Zlato | Stříbro | Bronz | Zlato | Stříbro | Bronz | Zlato | Stříbro | Bronz | Zlato | Stříbro | Bronz |  |                   |                   |                   | Celkem |
| ------ | -------------- | ----- | ------- | ----- | ----- | ------- | ----- | ----- | ------- | ----- | ----- | ------- | ----- |  | ----------------- | ----------------- | ----------------- | ------ |
| 1.     | Německo (GER)  |       | 1       | 1     | 1     |         | 0     | 1     | 1       |       | 1     | 0       | 0     |  | 2                 | 2                 | 2                 | 6      |
| 2.     | Brazílie (BRA) |       | 0       | 0     | 0     |         | 1     | 2     | 1       |       | 0     | 0       | 1     |  | 1                 | 2                 | 2                 | 5      |
| 3.     | Řecko (GRE)    |       | 1       | 0     | 0     |         | 0     | 0     | 0       |       | 0     | 1       | 0     |  | 1                 | 1                 | 0                 | 2      |
| 4.     | Tunisko (TUN)  |       | 1       | 0     | 1     |         | 0     | 0     | 0       |       | 0     | 0       | 0     |  | 1                 | 0                 | 1                 | 2      |
| 4.     | USA (USA)      |       | 0       | 0     | 0     |         | 1     | 0     | 1       |       | 0     | 0       | 0     |  | 1                 | 0                 | 1                 | 2      |
| 6.     | Itálie (ITA)   |       | 0       | 0     | 0     |         | 1     | 0     | 0       |       | 0     | 0       | 0     |  | 1                 | 0                 | 0                 | 1      |
| 7.     | Kanada (CAN)   |       | 0       | 1     | 0     |         | 0     | 0     | 0       |       | 0     | 0       | 0     |  | 0                 | 1                 | 0                 | 1      |
| 7.     | Belgie (BEL)   |       | 0       | 1     | 0     |         | 0     | 0     | 0       |       | 0     | 0       | 0     |  | 0                 | 1                 | 0                 | 1      |
| 9.     | Rusko (RUS)    |       | 0       | 0     | 1     |         | 0     | 0     | 0       |       | 0     | 0       | 0     |  | 0                 | 0                 | 1                 | 1      |
| Celkem | Celkem         |       | 3       | 3     | 3     |         | 3     | 3     | 3       |       | 1     | 1       | 1     |  | 7                 | 7                 | 7                 | 21     |